# 伊曼·賓特·侯賽因公主
伊曼·賓特·侯賽因（英语：英語：，1983年4月24日—）是约旦国王侯賽因一世和來自美國的努爾王后的長女，出生于安曼。根據家譜，公主是伊斯蘭教先知穆罕默德的後裔之一。她有三名親兄妹，現任國王阿卜杜拉二世是她同父異母的兄長。

## 生平
伊曼公主生於安曼候赛因國王醫療中心,早年分別在美國麻薩諸塞州的Fay School及華盛頓特區的The Maret School接受教育。她在2002年入讀英國的桑德赫斯特皇家军事学院並在一年後畢業、其後再從美利坚大学畢業。
2012年12月20日，約旦皇室宣布公主和商人薩爾德·亞斯密·米依扎（Zaid Azmi Mirza）訂婚的消息，兩人在2013年3月22日結婚。公主在2014年10月8日誕下一名兒子，取名奧瑪（Omar）。公主和米依扎在2017年離婚。